# Helmut Dettmer (Architekt)
Helmut Dettmer (* 19. Dezember 1920 in Magdeburg) ist ein deutscher Architekt.

## Leben und Werk

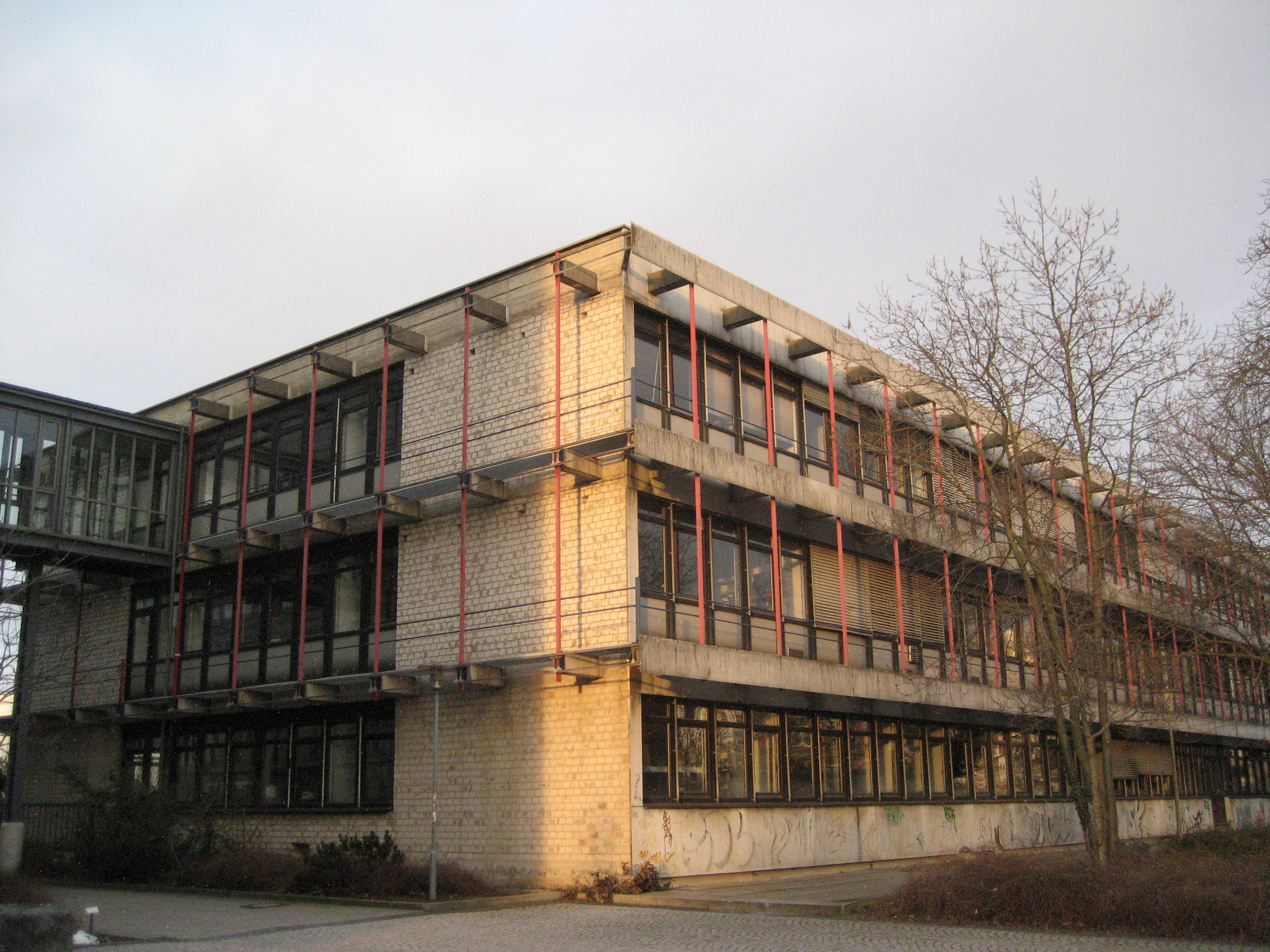
„Physikalische Institute“ der heutigen Leibniz Universität Hannover, Appelstraße 2 in der Nordstadt von Hannover

„Protest!“-Anzeige gegen den Abriss des Baudenkmals Villa Willmer und für ein Niedersächsisches Denkmalschutzgesetz;
1970 in der Hannoverschen Allgemeinen Zeitung

Helmut Dettmer wirkte als Architekt vor allem in den 1950er und 1960er Jahren und insbesondere rund um die niedersächsische Landeshauptstadt Hannover.
Dettmer hatte eigene Fertigungstechniken entwickelt, durch die er sehr kurze Bauzeiten ermöglichen konnte.
1971 realisierte er in Zusammenarbeit mit den Architekten Ernst Zinsser und Hans-Jürgen Meyer-Delvendahl die Physikalischen Institute der damaligen Technischen Universität Hannover an der Appelstraße 2 Ecke Schneiderberg. Das Gebäude erhielt in den 1980er Jahren eine bauliche Erweiterung entlang des Schneiderbergs. Die Universität führt das Gebäude unter der Nummer 3701.
1997 lebte Helmut Dettmer in Garmisch-Partenkirchen.